# Doris Wetterhahn
Doris Wetterhahn (* 27. Juni 1921 in Gießen; † 22. Mai 1983 in Berlin) war eine deutsche Pädagogin.

## Leben und Wirken
Doris Wetterhahn ist in einem großbürgerlichen jüdischen Elternhaus aufgewachsen und besuchte die Bettinaschule in Frankfurt am Main. Gerne wäre sie Kindergärtnerin geworden, zumal sie ehrenamtlich in einem jüdischen Kindergarten arbeitete, durfte aber wegen ihrer jüdischen Abstammung keine entsprechende Ausbildungsstätte besuchen. Sie emigrierte mit einem Kindertransport nach England. Dort arbeitete das junge Mädchen zunächst als Hausangestellte in Halfway, Systoni und Leicester. Von 1943 bis 1946 absolvierte Doris Wetterhahn in England eine Kindergärtnerinnenausbildung und kehrte anschließend nach Deutschland zurück, in die sowjetisch besetzte Zone. Sie wurde bald Mitglied der SED, des Demokratischen Frauenbund Deutschlands, des Freien Deutschen Gewerkschaftsbund sowie der Gesellschaft für Deutsch-Sowjetische Freundschaft. Sie arbeitete u. a. als Kindergartenhelferin im Pestalozzi-Fröbel-Haus, als Kindergartenleiterin in Berlin-Weißensee und Aspirantin an der Humboldt-Universität. Als sogenannte Westemigrantin gehörte sie zu dem Personenkreis, der laut Beschluss der SED (1951) keine leitende Position einnehmen durfte.
Von 1951 bis 1961 war Doris Wetterhahn Redakteurin im Volk und Wissen Verlag. Es folgte ein Studium in Pädagogik, das sie mit dem Diplom abschloss. Ihre Diplomarbeit Die Erziehung zum selbständigen und verantwortungsvollen Verhalten der Kinder in den Ubergangszeiten wurde 1967 unter dem Titel Waschen und Umkleiden – Nebensache? Einige Möglichkeiten der Erziehung zum selbständigen und verantwortlichen Verhalten der Kinder beim Waschen und Umkleiden im Kindergarten publiziert. Mit ihrer wissenschaftlichen Untersuchung versuchte Doris Wetterhahn, einige Möglichkeiten der Erziehung der älteren Vorschulkinder zu selbständigem und verantwortlichem Verhalten beim Waschen und Umkleiden zu überprüfen... Es wird versucht nachzuweisen, daß auch solche vermeintlichen 'Kleinigkeiten' des pädagogischen Geschehens, wie das Waschen und Umkleiden im Kollektiv der Kindergruppe, einwirken auf die Formung der Persönlichkeit des Kindes, auf die Entwicklung seiner Beziehungen und seines Verhaltens und daher von der Erzieherin bewußt gestaltet werden können und müssen.
Anschließend war sie für vier Jahre Chefredakteurin im Verlag Volk und Wissen. Als solche zeichnete sie auch für die Zeitschrift Neue Erziehung im Kindergarten verantwortlich, für die sie mehrere Fachaufsätze verfasste. Danach war sie einige Jahre Hauptreferentin im Ministerium für Volksbildung und von 1971 bis 1974 Abteilungsleiterin für Bildung und Erziehung im Bundesvorstand des Demokratischen Frauenbund Deutschlands, danach wissenschaftliche Mitarbeiterin im  Berliner Haus des Lehrers.
Doris Wetterhahn blieb unverheiratet und hatte zwei Adoptivkinder. Ihre Urne wurde anonym auf dem Friedhof Baumschulenweg in Berlin beigesetzt.

## Auszeichnungen
- 1960: Dr. Theodor Neubauer Medaille in Bronze
- 1961: Pestalozzi-Medaille für treue Dienste in Bronze
- 1966: Dr. Theodor Neubauer Medaille in Gold
- 1966: Pestalozzi-Medaille für treue Dienste in Silber
- 1971: Medaille für Kämpfer gegen den Faschismus 1933 bis 1945
- 1981: Vaterländischer Verdienstorden in Bronze[2]

## Werke
- Zur Frage der Kindergärtnerinnenausbildung, in: Die Kindergärtnerin 1950/H. 7, 3–6
- Wie können wir die polytechnische Bildung und Erziehung vorbereiten, in: Neue Erziehung im Kindergarten 1959/H. 6, S. 4–9
- Waschen und Umkleiden – Nebensache?, Berlin, 1967